# DZS Přeštice
DZS Přeštice s.r.o. (Dopravní a záchranná služba Přeštice) je nestátní provozovatel záchranné služby v Plzeňském kraji. Hlavní náplní činnosti organizace je zajišťování odborné přednemocniční neodkladné péče (PNP) podle zákona č. 374/2011 Sb., o zdravotnické záchranné službě. Organizace zajišťuje chod výjezdového stanoviště rychlé zdravotnické pomoci (RZP) v Přešticích, čímž doplňuje jejich síť. PNP je zajištěna smluvně se Zdravotnickou záchrannou službou Plzeňského kraje. V případě potřeby obě záchranné služby spolupracují. Tísňové výzvy jsou přijímány zdravotnickým operačním střediskem ZZS PK, které předává informace středisku v Přešticích. To není napojeno na tísňovou linku 155.
DZS Přeštice provozuje také službu dopravy raněných, nemocných a rodiček (DRNR). V roce 2010 byla dokončena rekonstrukce budovy výjezdového stanoviště v Přešticích.